# 中の島駅
中の島駅（なかのしまえき）は、北海道札幌市豊平区中の島2条1丁目にある札幌市交通局（札幌市営地下鉄）南北線の駅である。駅番号はN11。

## 概要
南北線の豊平区内最北端の駅で、1駅隣の幌平橋駅との間で中央区との境界となる豊平川を渡る。豊平区中の島地区を通る白石中の島通の真下に位置し、出入口は中の島通の交差点に2か所設置されている。
「中の島」という地名は、豊平川と精進川に挟まれた中州であることが由来で、昭和初期の地番改正時に「中の島」という呼称が使用され始めた。
駅スタンプは中の島駅のイニシャルNの中に中の島神社と狛犬が描かれたデザインになっている。

## 歴史
- 1971年（昭和46年）12月16日 - 北24条駅〜真駒内駅間開業に伴い、設置。
- 2012年（平成24年）12月8日 - 可動式ホーム柵が稼働開始[2]。
- 2025年（令和7年）6月1日：副駅名「エクシオグループ前」を設定し、駅名標の上に看板が設置された。[3]

## 駅構造
2面2線の相対式ホームである。ホームに改札口が直結する構造になっており、コンコースは設置されていない。改札及び出入口はいずれもホームの麻生寄りにあり、改札内に両方のホームを連絡する通路がある
。札幌市営地下鉄の改札直結駅では唯一、2番ホーム側に駅事務室がある。
エレベーターは北側（2番ホーム側）に先に設置され、2011年（平成23年）7月に南側（1番ホーム側）にも設置された。それぞれ通常の出入口とは道路を挟んでいるが、エレベーター出入口の扱いもそれぞれ「1番出入口」「2番出入口」となっている。AED、及び（身障者対応を含む）トイレは2番出入口側にある。

### のりば
| ホーム | 路線   | 行先                     |
| ------ | ------ | ------------------------ |
| 1      | 南北線 | 平岸・真駒内方面         |
| 2      | 南北線 | 大通・さっぽろ・麻生方面 |

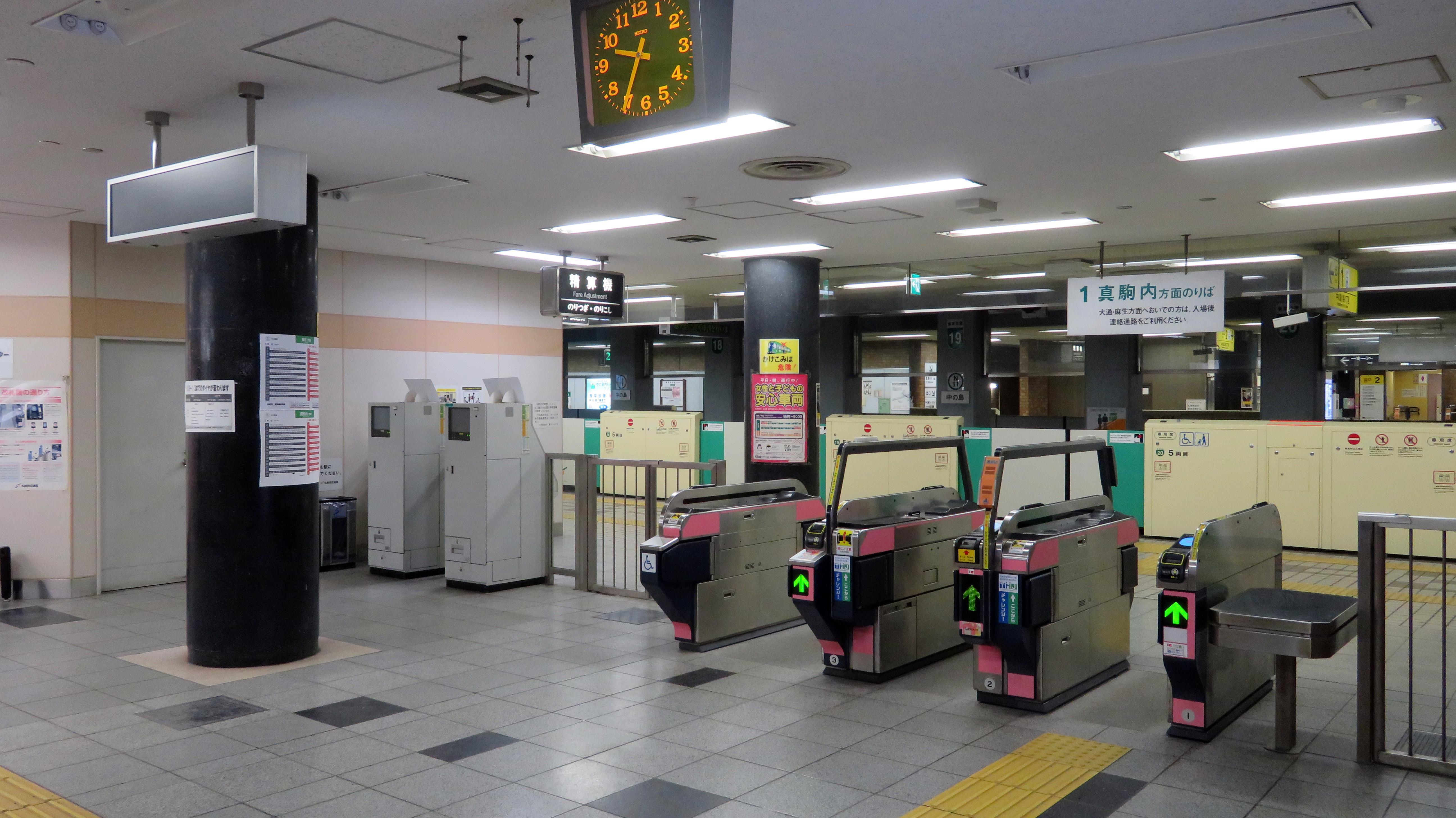
改札口
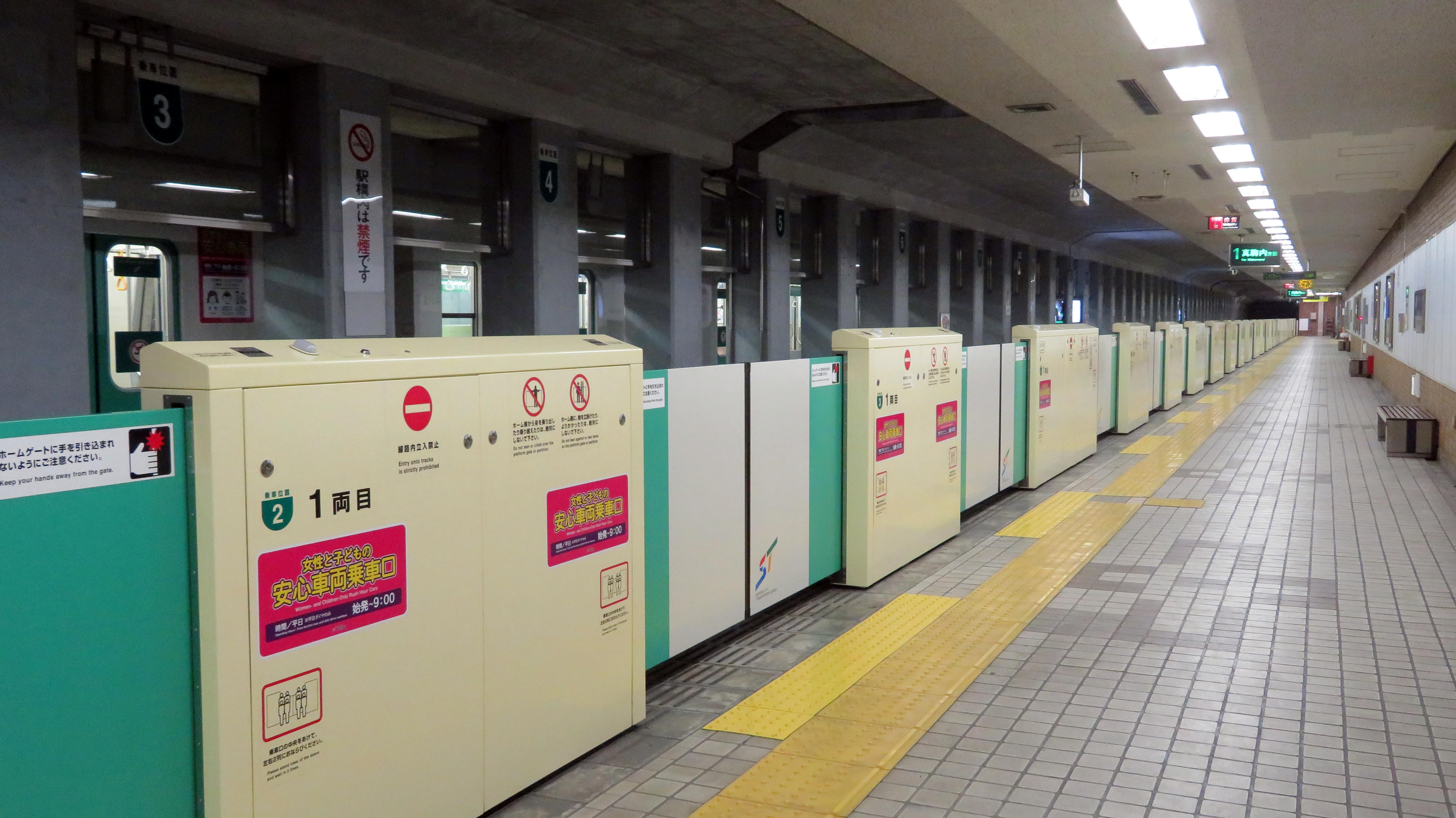
ホーム
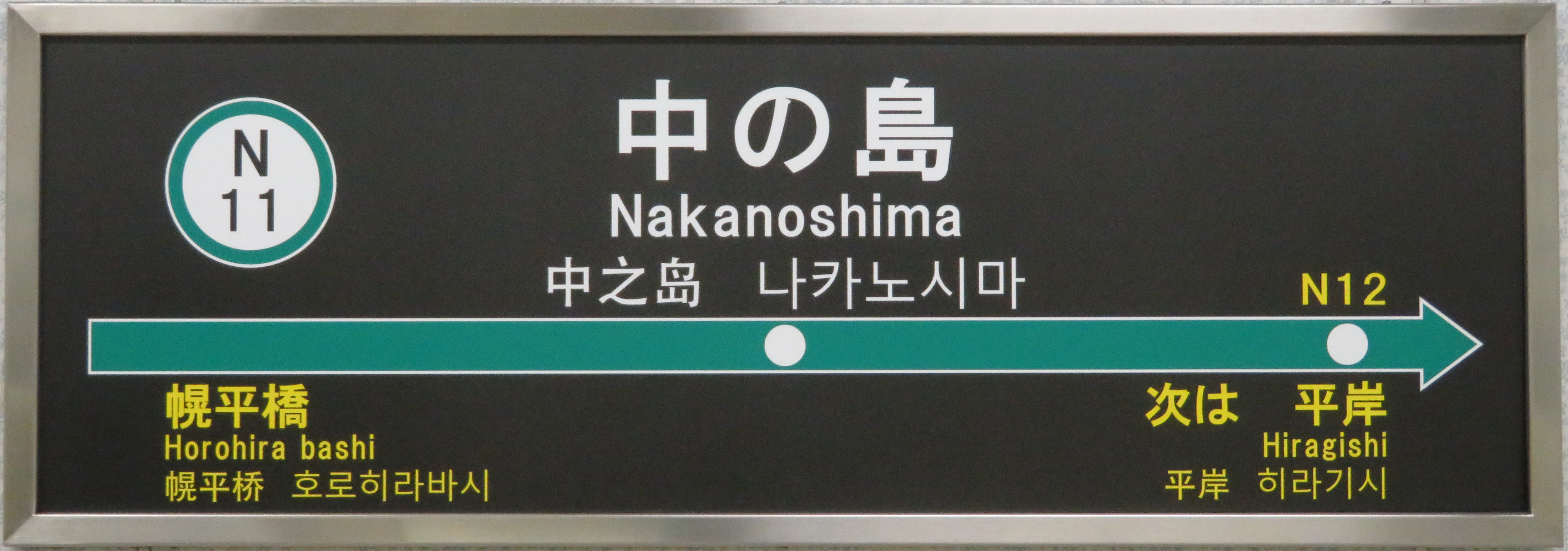
駅名標

## 利用状況
札幌市交通局によると、2022年度の1日平均乗車人員は5,804人であった。
| 年度    | 1日平均 乗車人員 | 出典   |
| ------- | ---------------- | ------ |
| 1998年  | 6,656            | [ 6 ]  |
| 1999年  | 6,407            | [ 6 ]  |
| 2000年  | 6,412            | [ 6 ]  |
| 2001年  | 6,256            | [ 6 ]  |
| 2002年  | 6,102            | [ 6 ]  |
| 2003年  | 5,994            | [ 6 ]  |
| 2004年  | 6,046            | [ 6 ]  |
| 2005年  | 6,183            | [ 6 ]  |
| [2006年 | 6,190            | [ 6 ]  |
| 2007年  | 5,964            | [ 6 ]  |
| 2008年  | 5,839            | [ 6 ]  |
| 2009年  | 5,649            | [ 6 ]  |
| 2010年  | 5,546            | [ 6 ]  |
| 2011年  | 5,521            | [ 6 ]  |
| 2012年  | 5,670            | [ 6 ]  |
| 2013年  | 5,823            | [ 7 ]  |
| 2014年  | 5,804            | [ 7 ]  |
| 2015年  | 5,808            | [ 7 ]  |
| 2016年  | 5,916            | [ 7 ]  |
| 2017年  | 5,954            | [ 8 ]  |
| 2018年  | 6,027            | [ 9 ]  |
| 2019年  | 6,090            | [ 10 ] |
| 2020年  | 4,923            | [ 5 ]  |
| 2021年  | 5,139            | [ 11 ] |
| 2022年  | 5,804            | [ 11 ] |

## 駅周辺
中の島地区の北側にあり、西側には豊平川にかかる幌平橋がある。駅周辺は、駅の真上に位置する商店街を中心に、高層マンションやアパート、住宅などが建ち並ぶ住宅街となっている。また、近郊には研究施設や各種学術機関が点在している。その他、ラブホテルが多く見られるのも特徴であったが、近年は減少傾向にある。
1番出入口
- 中の島1条1丁目[4]
- 札幌市立中の島小学校[4]
- 札幌市豊平老人福祉センター[4]
- 札幌市中の島児童会館[4]
- 独立行政法人土木研究所 寒地土木研究所[4]
- マックスバリュエクスプレス中の島店

2番出入口
- 中の島2条2丁目[4]
- 札幌市立中の島中学校[4]
- 独立行政法人地域医療機能推進機構 (JCHO) 北海道病院[4]
- 国立研究開発法人水産研究・教育機構 北海道区水産研究所札幌庁舎[4]本所、さけます資源部）
- 日本郵便札幌中の島郵便局[4]
- 札幌方面豊平警察署中の島交番
- みよしの中の島店
- 学校法人北海道科学大学 中の島キャンパス
  - 北海道科学大学高等学校
  - 北海道自動車学校
  - 北海道自動車短期大学[1]
- 中の島神社

## バス路線
2025年（令和7年）4月1日現在。路線詳細は事業者・営業所記事を参照。
- じょうてつ[12]（藻岩営業所）
  - 環56 平岸線・南65 中の島線：真駒内本町
  - 環56 平岸線：真駒内本町

## 隣の駅
- 当駅から幌平橋駅間は0.5km(500m)であり、札幌市営地下鉄の駅間では最も短い。[13]

札幌市営地下鉄
 南北線
幌平橋駅 (N10) - 中の島駅 (N11) - 平岸駅 (N12)